# Samir Fazli
Samir Fazli est un footballeur international macédonien, né le 22 avril 1991 à Skopje. Il évolue au poste d'attaquant.

## Palmarès
- FK Makedonija GP Skopje
  - Vainqueur du Championnat de Macédoine en 2009.